# Char Brahmanagar
Char Brahmanagar là một thị trấn thống kê (census town) của quận Nadia thuộc bang Tây Bengal, Ấn Độ.

## Nhân khẩu
Theo điều tra dân số năm 2001 của Ấn Độ, Char Brahmanagar có dân số 5307 người. Phái nam chiếm 51% tổng số dân và phái nữ chiếm 49%. Char Brahmanagar có tỷ lệ 66% biết đọc biết viết, cao hơn tỷ lệ trung bình toàn quốc là 59,5%: tỷ lệ cho phái nam là 74%, và tỷ lệ cho phái nữ là 57%. Tại Char Brahmanagar, 9% dân số nhỏ hơn 6 tuổi.